# 泰康路 (廣州)
泰康路是廣州市越秀區的一條東西走向，略帶彎曲的道路。西接一德路，東接万福路。全長454米，寬16米。

## 背景
此處原來是廣州新城的南界。1919年，市政府拆新城的城牆建成泰康路。是山貨集中的街道。
路名的來源，據説是20世紀20年代主政廣東的楊永泰，爲了把自己的名字留在歷史中，把「永」、「泰」二字用於永漢路（原為「雙門底」，現北京路），和把附近万福路的其中一段命名為泰康路。
廣州的有軌電車也曾計劃路經此地。

## 历史
泰康路在旧广州有“竹器一条街”之称，以销售山货、竹木、藤器、草席为主。当时竹器藤器在广州非常流行，藤箩和竹篮都是老一辈人出门必备的“环保购物袋”。
以前广州有不少竹市，大沙头、天成路南端、南关海旁街、南堤二马路都设有竹栏，四乡用船运来省城的竹子，大都在这些地方埋街（上岸）；惠福西路的竹篙巷，也曾经是竹篙集市。泰康路侧水母湾，是廣寧縣、懷集縣的竹子、篾青、葵片、竹笪放排之地。回龙路近水楼台先得月，从清末民初开始，就是一条竹藤棕草制品的专业街，这里制作的草帽、扫把、蒸笼、竹箩等，坚实耐用，销路畅旺。
按1935年的统计，泰康路沿街有41家山货竹器草席店，占了全市70%。其中明栈、龙盛祥都是有名的大商号，连香港人也慕名前来买泰康路的沈家蒸笼、邓家米筛。旧日坊间有一句谐谑的歇后语：“泰康路——好篸（惨）”，从侧面反映了泰康路出品的竹木藤器非常优秀。
因鄰近珠江，原來是山貨、竹器的集中地。現在有較多裝飾材料和精品批發的中心，北側也保留較多的騎樓風貌。

### 典故
老一辈流传过如下典故：爱群有好多枪，大钟楼打到乒咛嘣冷，泰康路好惨，西濠口拉咗唔少人。典故是讲，爱群大厦有很多窗，大钟楼到点打响的时候“乒咛嘣冷”，泰康路好篸指的是用竹编的畚箕（广州人称垃圾篸），西濠口以前有很多黄包车夫等客，“拉咗唔少人”指接了不少客人（生意）。

## 與之交匯道路
道路顺序由西往東排列
- 一德路
- 廣州起義路
- 僑光路
- 回龍路
- 北京路
- 万福路

## 沿途主要建築
由西至東排列
- 廣州賓館
- 華安樓
- 仰忠精品批發城
- 泰康城廣場
- 泰康路小學

## 公共交通
巴士
- 泰康路站

地鐵
- 广州地铁2号线海珠廣場站
- 广州地铁6号线海珠廣場站、北京路站

均在鄰近泰康路位置設有出口。

渡輪
- 天字碼頭